# Buğra Gülsoy
Buğra Gülsoy (Ankara, 22 febbraio 1982) è un attore, regista e sceneggiatore turco.

## Biografia
Buğra Gülsoy è nato il 22 febbraio 1982 ad Ankara (Turchia), suo padre è originario di Niğde, mentre sua madre è originaria di Erzincan; ha un fratello che si chiama Onur.

## Carriera
Buğra Gülsoy all'età di tredici anni ha avuto la sua prima esperienza sul palcoscenico e in seguito ha completato l'istruzione primaria e secondaria ad Ankara. Nel 2004 si è laureato presso il dipartimento di architettura dell'Università del Mediterraneo Orientale. Durante la sua permanenza a Cipro ha preso parte a vari spettacoli presso il teatro statale. Inoltre, è uno dei fondatori dell'associazione cinematografica di Cipro, e anche il progettista e direttore del festival internazionale del cortometraggio di Cipro. Ha ricevuto una formazione sul cinema in un concorso organizzato nell'ambito del progetto di sviluppo delle Nazioni Unite. Ha continuato la sua vita teatrale con il teatro Kutu, che aveva fondato con i suoi colleghi e amici Serhat Teoman, Fatih Sönmez ed Emre Erkan. Dopo la chiusura del suo teatro, ha continuato la sua attività cinematografica e teatrale con la società GET Production, che aveva fondato con i colleghi Serhat Teoman ed Emre Erkan.
È apparso per la prima volta davanti al pubblico con il personaggio del protagonista Nazim nella serie Hepimiz Birimiz İçin, trasmessa per la prima volta sugli schermi di Kanal D nel 2008. Poi è entrato ha ricoperto il ruolo di Berat nel film Ho visto il sole (Günesi Gördüm) diretto da Mahsun Kırmızıgül. Successivamente, ha interpretato il personaggio di Tolga nella serie in onda su ATV Unutulmaz. Successivamente ha condiviso il ruolo principale con Kıvanç Tatlıtuğ nella serie di Kanal D Kuzey Güney, in cui  ha interpretato il personaggio di Güney Tekinoğlu. Poi ha interpretato il ruolo principale di Mete nella serie di TRT 1 Eski Hikâye. Nel 2015 e nel 2016 ha interpretato il ruolo di Fatih Şekercizade nella serie Aşk Yeniden, in cui ha condiviso il ruolo principale insieme all'attrice Özge Özpirinççi.
Nel 2018 e nel 2019 ha interpretato il personaggio del protagonista Demir Göktürk nella serie in onda su TV8 Kızım. Nel 2019 ha ricoperto il ruolo del protagonista Kartal Alpan nella serie in onda su Kanal D Azize, insieme all'attrice Hande Erçel. Nel 2022 è stato scelto scelto per interpretare il ruolo di Tolga nella web serie di Disney+ Atto d'infedeltà (Dünyayla Benim Aramda), accanto all'attrice Demet Özdemir. Nel 2024 ha ottenuto il ruolo di Evren Yalkın nella serie in onda su Show TV Bahar. Nello stesso anno ha ricoperto il ruolo di Hakan nel film Yaren Leylek diretto da Onur Uzun e quello di Bora nel film Gecenin Nakaratı diretto da Jale Atabey Özberk.

## Vita privata
Buğra Gülsoy il 22 luglio 2011 è convolato a nozze con l'attrice Burcu Kara, dalla quale ha divorziato il 2 agosto 2012 dopo un anno di matrimonio.
Nel 2018 è convolato a nozze con Nilüfer Gürbüz, dalla quale ha avuto un figlio che si chiama Cem, nato nel 2020. La coppia ha divorziato nel 2023 dopo cinque anni di matrimonio.

## Filmografia

### Attore

#### Cinema
- Ho visto il sole (Güneşi Gördüm), regia di Mahsun Kırmızıgül (2009)
- Gölgeler ve Suretler, regia di Dervis Zaim (2010)
- Güzel Günler Göreceğiz, regia di Hasan Tolga Pulat (2011)
- Görümce, regia di Kıvanç Baruönü (2016)
- Mahalle, regia di Bugra Gülsoy e Serhat Teoman (2017)
- Cebimdeki Yabanci, regia di Serra Yilmaz (2018)
- Yaren Leylek, regia di Onur Uzun (2024)
- Gecenin Nakaratı, regia di Jale Atabey Özberk (2024)

#### Televisione
- Hepimiz Birimiz İçin – serie TV (Kanal D, 2008)
- Unutulmaz – serie TV (ATV, 2009-2010)
- Fatmagül'ün Suçu Ne? – serie TV, 39 episodi (Kanal D, 2010-2011)
- Kuzey Güney – serie TV, 80 episodi (Kanal D, 2011-2013)
- Eski Hikaye – serie TV, 1 episodio (TRT 1, 2013-2014)
- Bana Artık Hicran De – serie TV, 4 episodi (Kanal D, 2014)
- Aşk Yeniden – serie TV, 59 episodi (Fox, 2015-2016)
- 8. Gün – serie TV, 8 episodi (ATV, 2018)
- Kızım – serie TV, 34 episodi (TV8, 2018-2019)
- Azize – serie TV, 6 episodi (Kanal D, 2019)
- Uyanis: Büyük Selcuklu – serie TV, 34 episodi (TRT 1, 2020-2021)
- Misafir – serie TV, 5 episodi (Fox, 2021)
- Bahar – serie TV (Show TV, 2024)

#### Web TV
- Atto d'infedeltà (Dünyayla Benim Aramda) – web serie, 8 episodi (Disney+, 2022)

### Doppiatore

#### Cinema
- Robinson Crusoe, regia di Vincent Kesteloot e Ben Stassen (versione turca)

### Regista

#### Cinema
- Mahalle, regia di Bugra Gülsoy e Serhat Teoman (2017)

### Sceneggiatore

#### Cinema
- Mahalle, scritto da Bugra Gülsoy, Emre Erkan e Serhat Teoman (2017)
- Mutluluk Zamani, scritto da Bugra Gülsoy ed Erkan Ersezer (2017)
- Aci Tatli Eksi, regia di Andaç Haznedaroglu (2018)

## Doppiatori italiani
Nelle versioni in italiano dei suoi film e delle sue serie TV, Buğra Gülsoy è stato doppiato da:
- Ruggero Andreozzi in Atto d'infedeltà

## Riconoscimenti
- Eryetis & Balcani Istituzioni educative Blue Sycamore Awards
  - 2016: Vincitore come Miglior attore di una serie maschile dell'anno per la serie Aşk Yeniden

- Festival internazionale del cinema di Istanbul
  - 2017: Candidato al Concorso nazionale per il film Mahalle insieme a Serhat Teoman

- Pantene Golden Butterfly Awards
  - 2015: Candidato come Miglior attore comico per la serie Ask Yeniden
  - 2015: Candidato come Miglior coppia televisiva con Özge Özpirinççi per la serie Aşk Yeniden
  - 2022: Candidato come Miglior coppia televisiva con Demet Özdemir per la web serie Atto d'infedeltà (Dünyayla Benim Aramda)
  - 2022: Vincitore come Miglior serie internet per Atto d'infedeltà (Dünyayla Benim Aramda) insieme a Demet Özdemir, Hülya Gezer, Hafsanur Sancaktutan e Metin Akdülger

- Premio per i media dell'Università Gelisim
  - 2017: Vincitore come Miglior attore comico dell'anno per il film Görümce

- Turkey Youth Awards
  - 2019: Candidato come Miglior attore cinematografico per il film Cebimdeki Yabanci